# Tipula circe
Tipula circe är en tvåvingeart som beskrevs av Mannheims 1954. Tipula circe ingår i släktet Tipula och familjen storharkrankar. Inga underarter finns listade i Catalogue of Life.